# Bogomil
Bogomil (Богомил) foi um exarca búlgaro do século X e um ideólogo de uma nova doutrina religiosa - o Bogomilismo. Bogomil é contemporâneo do rei Pedro I da Bulgária e João de Rila. 
Seu ensino é baseado no paulicianismo, mas pode-se dizer que é a primeira seita da Europa, porque ele afirma que o estado e a igreja são a criação de Satanás. Na prática, os vários ensinamentos heréticos dos séculos XI a XII na Europa Ocidental foram modificações da ideologia de Bogomil e foram trazidos para a Europa Ocidental durante as primeiras cruzadas. A Inquisição foi criada precisamente para lutar contra eles.
Nós sabemos sobre ele e seus ensinamentos graças ao escritor búlgaro Cosme (sacerdote), que o expõe. Cozma afirma que seu nome é diabólico, porque em búlgaro significa literalmente "querido a Deus", e ele deveria ter sido nomeado como "hostil a Deus".
Na prática, a chamada Igreja da Bósnia era originalmente uma forma institucionalizada de Bogomilismo. 